# Tiolo
Tiolo is een plaats (frazione) in de Italiaanse gemeente Grosio.